# 烏利亞尼夫卡 (別列佐夫卡區)
47°7′51″N 31°10′3″E / 47.13083°N 31.16750°E
烏利亞尼夫卡（烏克蘭語：Улянівка）是位於烏克蘭西南部的村莊，由敖德萨州贝雷济夫卡区的新卡利切韋市鎮負責管轄。該村始建於1905年，面積0.39平方公里，海拔高度25米，2001年人口137，人口密度每平方公里353.09人。